# Metalium
Metalium est un groupe de power metal allemand, originaire de Hambourg. Formé en 1998 et séparé en 2011, le groupe jouait du power metal traditionnel dans la veine de Helloween et Blind Guardian.

## Biographie
Le groupe est formé par le bassiste Lars Ratz (ex-Viva, Zed Yago, Velvet Viper), le chanteur Henning Basse (ex-Burgeon Street) et le nouveau guitariste Matthias Lange. Ils recrutent par la suite le guitariste du groupe Savatage, Chris Caffery, et le batteur Mike Terrana, lors d'une tournée européenne. Les cinq musiciens se mettent à travailler sur un projet d'album-concept orienté science fiction/fantasy, axé speed metal, prévu pour le nouveau millénaire. L'histoire se concentre sur Michael, un fan de metal, qui boit une potion magique et devient l'invincible guerrier Metalian. Le premier album de Metalium, Millennium Metal – Chapter One, est publié en 1999, et est bien accueilli en Allemagne, atteignant la 78e place des classements musicaux locaux,,,.
Le succès du premier album maintient l'activité du groupe, ainsi que le personnage principal de la saga Metalium qui suit. Jack Frost et Mark Cross remplacent Caffery et Terrana respectivement pour le deuxième album, State of Triumph – Chapter Two, publié en 2000. Frost et Cross quittent le groupe à la fin de 2001, laissant Lange comme seul guitariste en studio ; le groupe recrute Michael Ehré à temps à la batterie pour le troisième album de Metalium en 2002. Toujours en 2001, le groupe publie un DVD/une vidéo intitulé Metalian Attack qui comprend un CD live de 7 chansons et un comic book complet de Metalium illustré par Markus Mayer. Les années suivantes, le groupe tourne en Europe, en Russie et en Amérique du Sud, assayant ainsi sa présence dans plusieurs grands festivals. Metalium publie six autres albums jusqu'en 2009 et un second DVD live intitulé Metalian Attack pt. 2 en 2006,,,,.
Le 13 septembre 2010, le groupe annonce sa dissolution pour 2011.

## Membres

### Derniers membres
- Henning Basse - chant
- Tolo Grimalt - guitare
- Matthias Lange - guitare
- Lars Ratz - basse, claviers
- Michael Ehré - batterie, claviers

### Anciens membres
- Chris Caffery - guitare
- Jack Frost - guitare
- Mike Terrana - batterie
- Mark Cross – batterie
- John Osborn – batterie (live 2000 tour)
- Saeko Kitamae – chant (tournée en live 2004, sur As One - Chapter Four)
- Christian Stöver – guitare (live 2009-2010)

## Vidéographie
- Metalian Attack (2001)
- Metalian Attack pt. 2 (2006)